# 安田ヶ島
安田ヶ島（あだかじま、あだがしま）は、沖縄県国頭郡国頭村に属する無人島である。

## 地理
沖縄本島北部の東海岸、国頭村安田（あだ）地区の北東約500mの沖合に位置する。面積0.08km2、周囲1.18km、標高28mの海岸段丘の島で、太平洋（フィリピン海）と東シナ海との境界線上にある。基盤岩は、古第三紀の砂岩を主体とする嘉陽層で構成されている。基盤岩の上に砂礫が堆積しているが、島中央部は基盤岩が露出している。沖側に緩やかに傾斜し、海岸部にも基盤岩が露出していることから、島は波蝕で平坦化されたと考えられる。海岸は砂浜が形成され、島周囲の海域には「はらさき（はらさち）の環礁」、「伊部干瀬（いぶひし）」と呼ばれるサンゴ礁が発達している。数万年前に沖縄本島から切り離された半島の周囲にサンゴ礁が発達し、今日の安田ヶ島が形成されたと思われる。1899年（明治32年）まではマツが、戦前はクバが自生していた。2016年9月15日、安田ヶ島は「やんばる国立公園」の第3種特別地域に指定された。

## 歴史
安田ヶ島は方言で「アラハ」と呼ばれ、沖縄の古地名の根源となる言葉で、「アラ」は海と関わりをもち、「ハ」は空間を表す接尾辞とされる。バジル・ホールとマシュー・ペリーの著書にはそれぞれ「シドマス岬 (Point Sidmouth)」、「シドマス諸島 (Sidmouth Islands)」と表記されている。島周辺の海域にはサンゴ礁が広がっているため、過去には船舶の座礁が多発していた。実際に1794年（乾隆59年）に「唐船」（実際の船員は朝鮮人10人）が漂着、その後中国に送還された。また1853年（咸豊3年）にはペリー来航の際には艦載艇が寄港している。1968年（昭和43年）に本島側に灯台が設置され、沖縄本島のほぼ最東端に位置している。明治時代までは周辺住民の拝所で、戦前には畑地も存在していた。戦後は釣りの名所として釣り人が集まり、また小中学生がカヤックで海を渡り、無人島キャンプを行っている。